# رون ميرفي
رون ميرفي هو لاعب هوكي الجليد كندي، ولد في 10 أبريل 1933 في هاميلتون في كندا، وتوفي في 6 مارس 2014.

## وصلات خارجية
- رون ميرفي على موقع دوري الهوكي الوطني (الإنجليزية)
- رون ميرفي على موقع EliteProspects.com (الإنجليزية)
- رون ميرفي على موقع HockeyDB.com (الإنجليزية)
- رون ميرفي على موقع Hockey-Reference.com (الإنجليزية)